# 101e régiment d'infanterie territoriale
Pour les articles homonymes, voir 101e régiment.
Le 101e régiment d'infanterie territoriale est un régiment d'infanterie de l'armée de terre française qui a participé à la Première Guerre mondiale.

## Dates de création et de dissolution

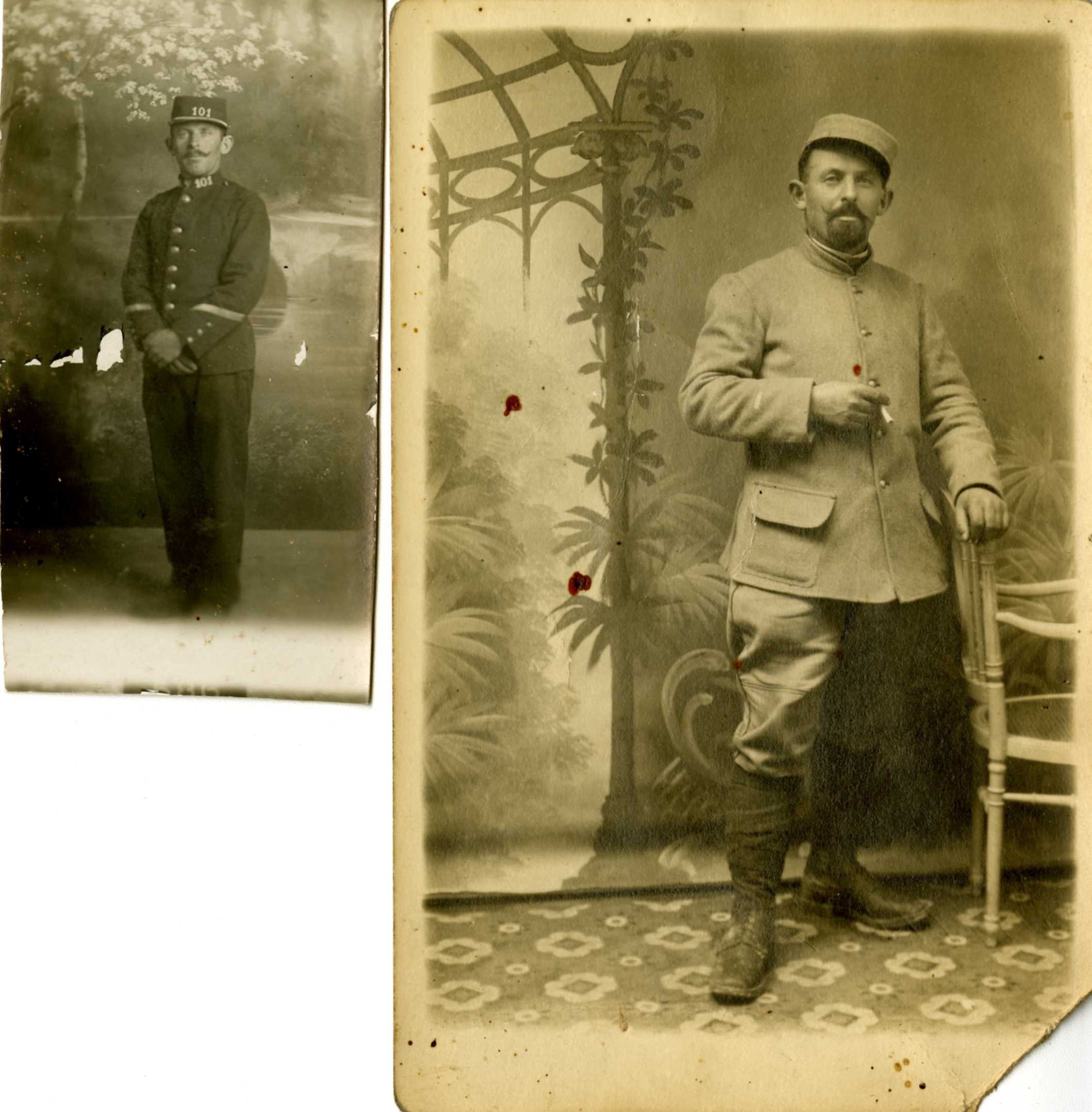
Portraits d'un sous-officier du, en 1914 et vers 1916.

- mars 1875 : le régiment reçoit son numéro par décret du 19 mars en prévision de la mobilisation[1]
- août 1914 : formation du régiment, à trois bataillons[2]
- août 1916 : dissolution du IIIe bataillon[3]
- août 1918 : dissous[4]

## Chefs de corps
- août 1914 : lieutenant-colonel Nayral de Bourgon[5]
- mars 1915 : lieutenant-colonel Baruzy[6]

## Drapeau
Il porte, cousues en lettres d'or dans ses plis, les inscriptions suivantes :
- Picardie 1914